# 예산우체국
예산우체국(禮山郵遞局)은 대한민국 과학기술정보통신부 우정사업본부 충청지방우정청 소속의 우편물 취급기관이다. 충청남도 예산군 예산읍 예산로 194(예산리 438-4)에 있다.

## 연혁
- 1907년 1월 25일: 예산우편취급소(예산군 군내면 향천리)
- 1909년 11월 1일: 예산 우편전신취급소
- 1910년 10월 1일: 예산우체국
- 1912년 8월 28일: 국사이전(예산군 군내면 광안리)
- 1924년 12월 15일: 예산우편소
- 1926년 9월 18일: 국사이전(예산군 예산읍 예산리 506)
- 1941년 2월 1일: 우편취급소
- 1949년 11월 23일: 예산우체국
- 1959년 12월 16일: 청사신축 이전(예산군 예산읍 예산리 440-9)
- 1965년 8월 20일: 예산역전 분국 개국(예산군 예산읍 주고리 214-8)
- 1970년 12월 16일: 예산전신전화분실 개국(예산군 예산읍 예산리 724-6)
- 1971년 7월 28일: 예산역전 분국 신축이전 (예산읍 산성리 242-2)
- 1972년 3월 16일: 지정우체국 제도시행
- 1982년 1월 1일: 예산전신전화국분실 공사이관
- 1984년 4월 20일: 신축공사 준공입주 (예산읍 예산리 438-4)
- 2007년 1월 25일: 개국 100주년
- 2015년 7월 20일: 우편구역을 다음과 같이 고시[1]

| 배달국         | 배달구역                                   | 구역번호                                                                  |
| -------------- | ------------------------------------------ | ------------------------------------------------------------------------- |
| 예산우체국     | 예산읍 · 광시면 · 대술면 · 대흥면 · 신양면 | 32421 ~ 32423 32427 ~ 32445 32450 ~ 32457                                 |
| 삽교우체국     | 삽교읍 · 신암면 · 응봉면 · 오가면          | 32411 ~ 32420 32424 ~ 32426 32446 ~ 32447 (단, 32411 중 봉산면 지역 제외) |
| 예산덕산우체국 | 고덕면 · 덕산면 · 봉산면                   | 32400 ~ 32411 (단, 32411 중 삽교읍 지역 제외)                             |

## 관할 우체국
| 우체국명       | 사진 | 주소                                              | 비고 |
| -------------- | ---- | ------------------------------------------------- | ---- |
| 고덕우체국     |      | 충청남도 예산군 고덕면 고덕중앙로 52 (대천리)     |      |
| 광시우체국     |      | 충청남도 예산군 광시면 예당로 177 (광시리)        |      |
| 대술우체국     |      | 충청남도 예산군 대술면 대술로 123 (화천리)        |      |
| 대흥우체국     |      | 충청남도 예산군 대흥면 의좋은형제길 25-4 (동서리) |      |
| 삽교우체국     |      | 충청남도 예산군 삽교읍 삽교로1길 16 (두리)        |      |
| 신례원우체국   |      | 충청남도 예산군 예산읍 신례원로 183 (신례원리)    |      |
| 신암우체국     |      | 충청남도 예산군 신암면 추사로 110 (종경리)        |      |
| 신양우체국     |      | 충청남도 예산군 신양면 청신로 412 (신양리)        |      |
| 예산덕산우체국 |      | 충청남도 예산군 덕산면 봉운로 33 (읍내리)         |      |
| 예산봉산우체국 |      | 충청남도 예산군 봉산면 구암길 2 (구암리)          |      |
| 예산역전우체국 |      | 충청남도 예산군 예산읍 주교로 74-1 (산성리)       |      |
| 오가우체국     |      | 충청남도 예산군 오가면 오가중앙로 39 (역탑리)     |      |
| 응봉우체국     |      | 충청남도 예산군 응봉면 응봉로 148 (노화리)        |      |